# Franciszek Krzywda-Polkowski

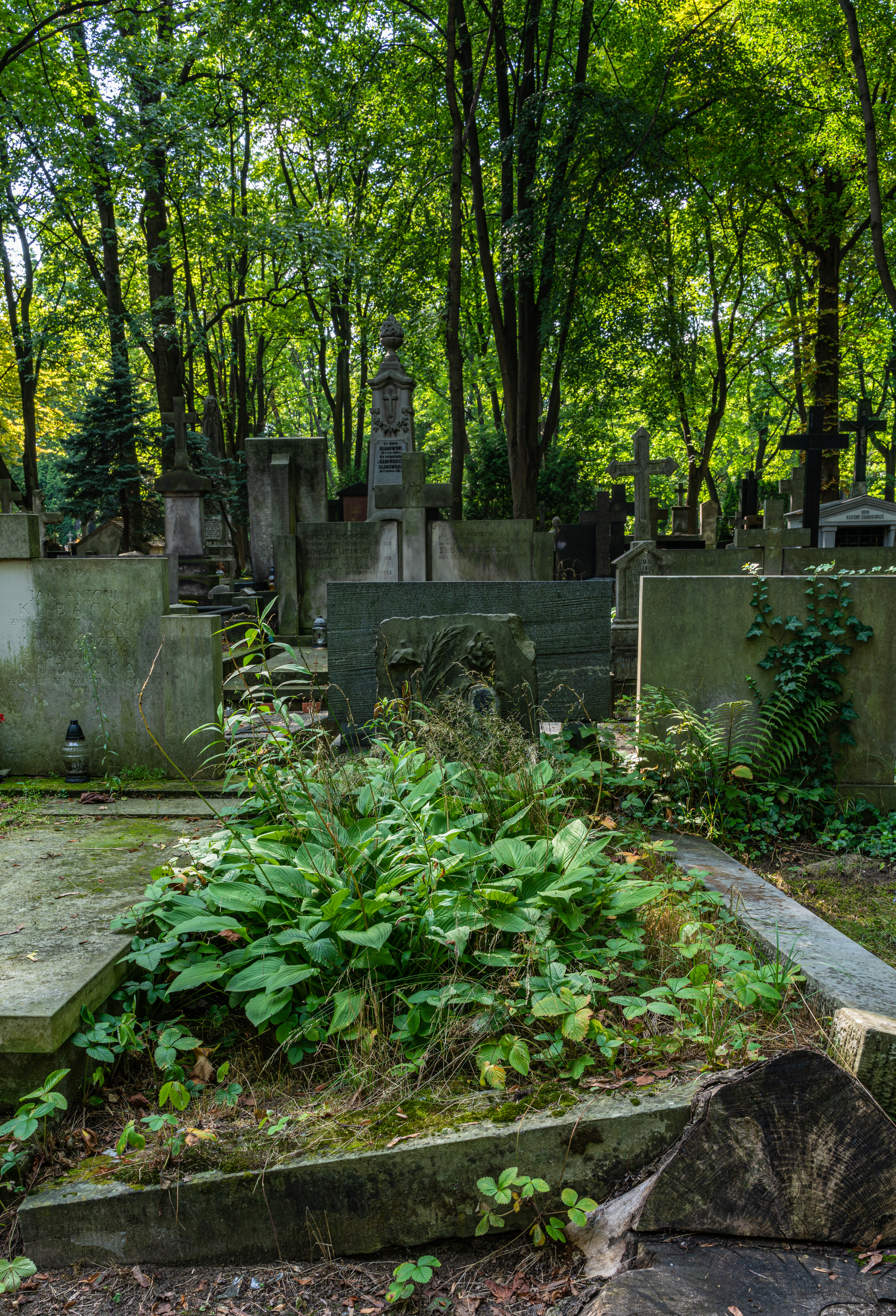
Grób Franciszka Krzywdy-Polkowskiego na cmentarzu Powązkowskim

Franciszek Krzywda-Polkowski (ur. 29 grudnia 1881 w Płocku, zm. 29 listopada 1949 w Warszawie) – polski architekt, profesor architektury Politechniki Warszawskiej, organizator i kierownik Zakładu Architektury Krajobrazu i Parkoznawstwa w Szkole Głównej Gospodarstwa Wiejskiego. Oprócz architektury i projektowania parków zajmował się urbanistyką, projektowaniem mebli i biżuterii.

## Życiorys
Był synem Józefa i Apolonii z Zalewskich. Ukończył Szkołę Techniczną w Warszawie, potem studiował malarstwo, architekturę i rzeźbę w Szkole Strogonowa w Moskwie; w roku akademickim 1912/1913 uzyskał w Moskwie stopień architekta dyplomowanego. Powrócił następnie do kraju, praktykował w pracowni architektów Franciszka Lilpopa i Karola Jankowskiego, a lata 1913-1914 spędził na stypendium Towarzystwa Zachęty Sztuk Pięknych w Anglii.
W latach 1915–1918 kierował Muzeum Rzemiosł i Sztuki Stosowanej w Warszawie, następnie został kierownikiem pracowni technicznej Sekcji Odbudowy Ministerstwa Robót Publicznych. W tym samym resorcie kierował też Wydziałem Architektoniczno-Budowlanym. Od maja 1921 z tytułem profesora nadzwyczajnego pracował na krakowskiej Akademii Sztuk Pięknych, gdzie był m.in. wieloletnim dziekanem Wydziału Architektury (1921-1931). Uzupełniał w tym czasie wykształcenie w USA.
Od 1929 związany był ze Szkołą Główną Gospodarstwa Wiejskiego jako kierownik Zakładu Architektury Krajobrazu i Parkoznawstwa. Od 1932 był profesorem nadzwyczajnym w Katedrze Projektowania Wnętrz i Krajobrazu na Wydziale Architektury Politechniki Warszawskiej. Wykłady na Politechnice i w Szkole Głównej kontynuował także po II wojnie światowej, krótko przed śmiercią mianowany profesorem zwyczajnym. Jednym z jego uczniów był późniejszy profesor Gerard Ciołek.
W latach 1927-33 zaprojektował i wybudował swój dom na Chełmińskim Przedmieściu w Toruniu, gdzie mieszkał i tworzył do roku 1949. Budynek i ogród zachowały się do dziś w pełnej formie architektonicznej.
Spoczywa na cmentarzu Powązkowskim w Warszawie (kw. 192–I–24).

## Upamiętnienie
W parku w Żelazowej Woli z okazji 50-lecia Towarzystwa im. Fryderyka Chopina i parku odsłonięto w nim kamień poświęcony prof. Franciszkowi Krzywdzie-Polkowskiemu.

## Ważniejsze prace

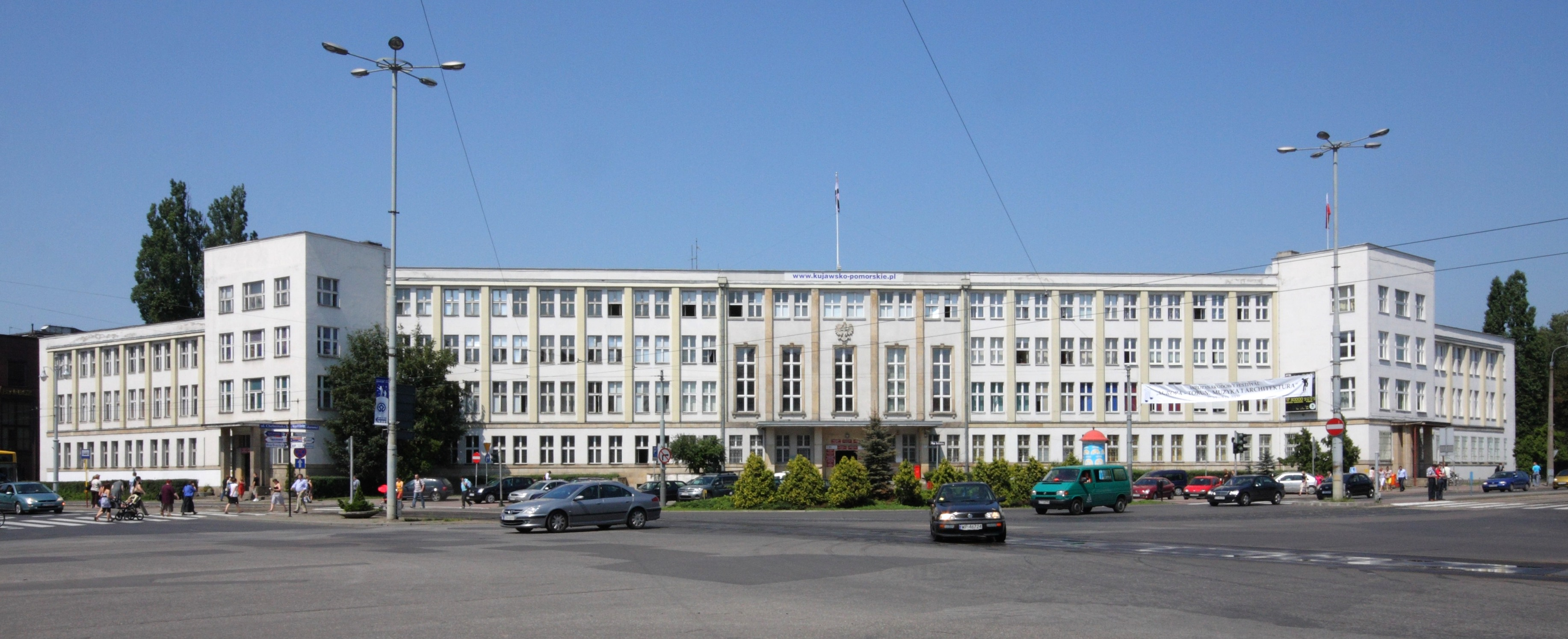
F. Krzywda-Polkowski, S. Cybichowski, dawny budynek Dyrekcji Okręgowej Kolei Państwowych w Toruniu, obecnie siedziba Urzędu Marszałkowskiego w Toruniu

- Cafe de Varsovie (z Tadeuszem Tołwińskim), ul. Nowy Świat 5 (1912)
- kuchnia Bratniej Pomocy Studentów Politechniki Warszawskiej, ul. Koszykowa 80 róg Tytusa Chałubińskiego (1914)
- projekt miasta-ogrodu Włochy w Warszawie (1928)
- projekt parku w Żelazowej Woli (lata 30. XX wieku)
- obecny budynek Urzędu Marszałkowskiego w Toruniu, pierwotnie planowany jako Urząd Wojewódzki, w 1932 r. przekazany Okręgowej Dyrekcji Kolei Państwowych, zrealizowany w latach 1928-1932 ze zmianami Stefana Cybichowskiego
- portyk budynku Urzędu Rady Ministrów, Aleje Ujazdowskie 1, 1946-1947
- projekty parków w Rogowie, Małuszynie, Jastrzębiej Górze, Sochaczewie, Małej Wsi, Ursynowie (Szkoła Główna Gospodarstwa Wiejskiego w Warszawie).